# بنك جمهورية بوروندي
بنك جمهورية بوروندي هو البنك المركزي لبوروندي. تأسس البنك في عام 1966 ومكاتبه في بوجمبورا.
ينشط البنك في تعزيز سياسة الشمولية المالية وهو عضو في التحالف من أجل التضمين المالي. كما أنه واحد من المؤسسات التنظيمية الأصلية البالغ عددها 17 مؤسسة لتقديم التزامات وطنية محددة للإدماج المالي بموجب إعلان المايا خلال منتدى السياسة العالمية لعام 2011 المنعقد في المكسيك.
الحاكم الحالي هو جان سيزا.

## التاريخ
تطور البنك المركزي خطوة بخطوة:
- يحدد المرسوم الملكي المؤرخ 27 يوليو 1887 الفرنك كأموال لحساب دولة الكونغو المستقلة، وبوروندي مدرجة كذلك.
- يضع اتفاق هيليغولاند لعام 1890 رواندا وبوروندي ضمن دائرة النفوذ الألماني في إفريقيا؛ روبية شرق أفريقيا الألمانية هي العملة الرسمية. يستمر تداول الفرنك الفرنسي مع ذلك.
- نتيجة لأعمال بلجيكا، أصبحت الكونغو البلجيكية عضواً في اتحاد النقد اللاتيني في عام 1908.
- تأسس بنك الكونغو البلجيكي في عام 1909.
- بنك الكونغو البلجيكي يصدر أول عملات ورقية في عام 1912
- ترتبط رواندا وبوروندي بمنطقة فرنك الكونغو بعد هزيمة ألمانيا في الحرب العالمية الأولى؛ 1927
- مستعمرة الكونغو البلجيكية وبنك الكونغو البلجيكي ينشئان علاقة مصرفية جديدة ؛ 1927 - 1952
  - عصر الحرب العالمية الثانية : مشاركة مؤقتة لبنك إنجلترا؛ فرنك كونغولي غير المدرجة في لندن.
- البنك المركزي بلجيكا البلجيكية ورواندا أوروندي (1952 - 1960)
- بنك الإصدار لرواندا وبوروندي - 1960 - 1964
- بنك روياوم بوروندي / البنك الملكي البوروندي وبنك رواندا الوطني افتتح في عام 1964.
- افتتح البنك الجديد في عام 1966.

## روابط خارجية
- (بالفرنسية) بنك جمهورية بوروندي نسخة محفوظة 8 فبراير 2014 على موقع واي باك مشين.